# Бучковиці (гміна)
Гміна Бучковіце (пол. Gmina Buczkowice) — сільська гміна у південній Польщі. Належить до Бельського повіту Сілезького воєводства.
Станом на 31 грудня 2011 у гміні проживало 10960 осіб.

## Територія
Згідно з даними за 2007 рік площа гміни становила 19.33 км², у тому числі:
- орні землі: 80.00%
- ліси: 7.00%

Таким чином, площа гміни становить 4.23% площі повіту.

## Населення
Станом на 31 грудня 2011:
| Опис     | Загалом | Загалом | Чоловіки | Чоловіки | Жінки | Жінки |
| -------- | ------- | ------- | -------- | -------- | ----- | ----- |
| одиниця  | осіб    | %       | осіб     | %        | осіб  | %     |
| все      | 10960   | 100     | 5392     | 49.20    | 5568  | 50.80 |
| міське   | 0       | 100     | 0        |          | 0     |       |
| сільське | 10960   | 100     | 5392     | 49.20    | 5568  | 50.80 |

## Сусідні гміни
Гміна Бучковіце межує з такими гмінами: Вільковіце, Ліпова, Лодиґовіце, Щирк.